# C. Robin Ganellin
Charon Robin Ganellin (* 25. Januar 1934 in London) ist ein britischer Chemiker, der Mitentwickler von Cimetidin ist.
Ganellin studierte am Queen Mary College der Universität London mit dem Bachelor-Abschluss in Chemie und der Promotion in Organischer Chemie bei Michael Dewar 1958 für Forschung über Tropylium. Danach ging er zu Smith, Kline and French in die pharmazeutische Forschung. 1960 war er ein Jahr am Massachusetts Institute of Technology bei Arthur C. Cope, wo er die erste direkte optische Auflösung chiraler Olefine unter Verwendung von Platin-Komplexen erzielte. 1966 leitete er eine Forschungsgruppe bei Smith-Kline-French, die in Zusammenarbeit mit James Whyte Black und den Smith-Kline-French-Chemikern Graham J. Durant (* 1934) und John C. Emmett H₂-Rezeptor-Antagonisten entwickelte (Cimetidin). Das Medikament wurde 1976 in Großbritannien eingeführt (als Tagamet) und erwies sich als so erfolgreich in der Behandlung von Magengeschwüren, dass es Blockbuster-Status bekam. 
Ganellin erforschte auch weiter die Pharmakologie von Histamin-Rezeptoren und wurde Vizepräsident für Forschung bei Smith-Kline-French in deren Standort in Welwyn und ab 1986 Professor für medizinische Chemie am University College London.
Er wurde in die National Inventors Hall of Fame aufgenommen und erhielt 2004 den Nauta-Preis. Er ist Fellow der Royal Society und erhielt einen D. Sc. der Universität London. Er hält über 160 Patente.